# Kristen Welker
Kristen Welker (Filadélfia, 1 de julho de 1976) é uma jornalista estadunidense. Atualmente trabalha para a NBC News como correspondente na Casa Branca, e co-âncora da edição de sábado Today, ao lado de Peter Alexander.

## Juventude e educação
Kristen é filha de Harvey e Julie Welker. Seu pai é engenheiro, sua mãe, corretora de imóveis. Ela se formou na Germantown Friends School na Filadélfia em 1994 e na Harvard College com bacharelado em artes em 1998. Em Harvard, Kristen se formou em história. Também estagiou no Today em 1997.

## Carreira
Kristen trabalhou na afiliada da ABC, WLNE-TV (2003-2005) em Providence, Rhode Island, e na KRCR-TV em Redding, Califórnia. Ela se juntou à NBC em 2005 na afiliada WCAU na Filadélfia, onde foi repórter e âncora de fim de semana. Ela então se juntou à NBC News em 2010 como correspondente da emissora na Costa Oeste. Em 2011 tornou-se correspondente da NBC na Casa Branca.
Kristen ocasionalmente apresenta o NBC Nightly News. Em 10 de janeiro de 2020, a NBC anunciou que ela se tornaria co-apresentadora do Weekend Today ao lado de Peter Alexander.
Em 22 de outubro de 2020, ela foi moderadora do segundo debate sobre a eleição presidencial entre Donald Trump e Joe Biden.

## Vida pessoal
Welker se casou com John Hughes, executivo de marketing da Merck, em 4 de março de 2017, na Filadélfia. Ela não é filiada a nenhum partido político. 